# قرار مجلس الأمن التابع للأمم المتحدة رقم 2028
قرار مجلس الأمن التابع للأمم المتحدة رقم 2028، المتخذ بالإجماع في 21 ديسمبر 2011 بعد التذكير بالقرار 338 (1973) المتعلق بالحالة في الشرق الأوسط.

## روابط خارجية
- النص الكامل لقرار مجلس الأمن رقم 2028